# Villa Mella
San Felipe de Villa Mella o simplemente Villa Mella , es una sección de Santo Domingo Norte, República Dominicana. Villa Mella se encuentra al norte del río Isabela, a unos 6 kilómetros (o 10 kilómetros) al norte del centro de Santo Domingo. Este sector es considerado una de las áreas económicamente estables en el área metropolitana de Santo Domingo. Es también el hogar de la organización musical conocida como la Hermandad del Espíritu Santo de los Congos de Villa Mella, reconocida en 2001 por la UNESCO.
En principio se llamó Sabana Grande Santa Cruz, más luego se llamó Sabana Grande del Espíritu Santo; desde el 1789, luego fue convertida en cantón poblacional con el mismo nombre por el decreto No.1442 de fecha 9 de 1875.
Fue convertida en común con el Congreso Nacional, el 11 de junio en honor a Matías Ramón Mella y el día 13 de junio de 1888, durante el gobierno de Ulises Heureaux (Lilís) se promulgó la Ley que aprobó esta decisión del Congreso Durante 53 años estuvo bajo la administración de Monte Plata, Monseñor Meriño y San Cristóbal.
Luego el 28 de julio de 1941 es convertida en una sección con el nombre de Villa de Mella.

## Reconocimiento de la UNESCO
Villa Mella es conocida por su retención y preservación de las raíces culturales africanas y el patrimonio. Una de las manifestaciones más fuertes de esto se puede encontrar en la cofradía local, de 300 años, de los Congos del Espíritu Santo. Los Congos realizan músicas centradas en el tambor de origen africano, principalmente durante las fiestas religiosas tradicionales, como durante Pentecostés y en los funerales. El Espíritu Santo es considerado el patrón de la zona (que originalmente se desarrolló a partir de los bateyes en lo que antiguamente se conocía como Sabana Grande del Espíritu Santo), y se sincretizó con Kalunga, que representa tanto el dios de los muertos y la puerta de entrada al mundo de los antepasados en algunas religiones tradicionales de la región de África occidental del Congo. La Hermandad de los Congos del Espíritu Santo fue proclamada una Obra maestra de la UNESCO del Patrimonio Oral e Inmaterial de la Humanidad en 2001. En 2006, la Secretaría de Cultura y el Museo del Hombre Dominicano de la República Dominicana, bajo los auspicios de la UNESCO, adoptaron un "Plan de Acción" para proteger y preservar el Espacio Cultural de la Cofradía de los Congos del Espíritu Santo de Villa Mella. Carlos Hernández Soto, antropólogo y director del Museo del Hombre Dominicano, ha escrito un estudio sobre los Congos titulado Kalunga Eh! Los Congos de Villa Mella, Matías Ramón Mella: Editorial Letra Gráfica, 2004. Paul Austerlitz, en su estudio Merengue: Música Dominicana e Identidad Dominicana (Filadelfia: Temple University Press, 1997), hace una observación sobre pri-prí (o merengue palo echao), una música de baile acordeón particular a Villa Mella que sirve de " componente de las fiestas religiosas "en Villa Mella.

## Demografía
En el censo de 1920 fue la tercera comuna (municipio) del país con mayor porcentaje de personas negras, con 50,9 por ciento; su población era de 6 138 habitantes.
Según el censo de 1960, Villa Mella tenía 10 190 habitantes.